# Jagdgeschwader 52
Jagdgeschwader 52, JG 52 (с нем. — «52-я истребительная эскадра»). Истребительная эскадра люфтваффе, Общий боевой счет пилотов эскадры превысил 10 тысяч побед. Пилоты эскадры летали исключительно на Bf-109.
52-я эскадра состояла из трех групп (нем. Gruppe), каждая из которых включала три эскадрильи (нем. Staffel). В среднем, в составе эскадры было от 100 до 120 самолётов.

## Состав эскадры

### Geschwaderkommodoren (командиры эскадры)
| командующий                     | период                                 | примечания                                     |
| ------------------------------- | -------------------------------------- | ---------------------------------------------- |
| майор Хуберт Мерхарт фон Бернег | 19 августа 1939 — 18 августа 1940 года | отстранен                                      |
| майор Ганс Трюбенбах            | 19 августа 1940 — 10 октября 1941 года | назначен начальником школы Jagdfliegerschule 4 |
| майор Вильгельм Лессман         | 11 октября 1941 — 2 июня 1942 года     | погиб                                          |
| оберст-лейтенант Фридрих Бек    | 2—21 июня 1942 года                    | погиб                                          |
| майор Герберт Илефельд          | 22 июня — 28 октября 1942 года         | назначен начальником летной школы Jagdschule 3 |
| и. о. майор Гордон Голлоб       | конец июля — август 1942 года          | являлся командиром JG77                        |
| оберст-лейтенант Дитрих Храбак  | 1 ноября 1942 — 30 сентября 1944 года  | назначен командиром JG54                       |
| оберст-лейтенант Герман Граф    | 1 октября 1944 — 8 мая 1945 года       |                                                |

### Gruppenkommandeure I./JG52 (командиры группы I./JG52)
| командующий                                     | период                                | примечания                    |
| ----------------------------------------------- | ------------------------------------- | ----------------------------- |
| гауптман Дитрих граф фон Пфайль и Кляйн-Элльгут | 20 марта — 21 ноября 1939 года        | ранен                         |
| и. о. обер-лейтенант Вольфганг Эвальд (и. о.)   | 21 ноября — 1 декабря 1939 года       |                               |
| гауптман Зигфрид фон Эшвеге                     | 1 декабря 1939 — 26 августа 1940 года | отправлен на обучение         |
| гауптман Вольфганг Эвальд                       | 26 августа 1940 — 24 мая 1941 года    | переведен в штаб Jafu 2       |
| обер-лейтенант Карл-Гейнц Леесман               | 25 мая — 6 ноября 1941 года           | ранен                         |
| и. о. обер-лейтенант Карл Ломмель               | 6 ноября 1941 — 6 мая 1942 года       |                               |
| гауптман Карл-Гейнц Леесман                     | 6 мая — 13 июня 1942 года             | переведен на штабную работу   |
| гауптман Гельмут Беннеман                       | 14 июня 1942 — 10 мая 1943 года       | ранен                         |
| гауптман Иоханнес Визе                          | 11 мая — 1 августа 1943 года          | ранен                         |
| и. о. гауптман Герхард Баркхорн                 | 1—30 августа 1943 года                | назначен командиром II./JG52  |
| гауптман Иоханнес Визе                          | 1 сентября 1943 — 19 мая 1944 года    | ранен                         |
| гауптман Адольф Борхерс                         | 11 июня 1944 — 31 января 1945 года    | назначен командиром III./JG52 |
| гауптман Эрих Хартманн                          | 1 февраля — 8 мая 1945 года           |                               |

### Gruppenkommandeure II./JG52 (командиры группы II./JG52)
| командующий                        | период                                  | примечания                                           |
| ---------------------------------- | --------------------------------------- | ---------------------------------------------------- |
| гауптман Ганс-Гюнтер фон Корнатцки | 13 сентября 1939 — 26 августа 1940 года | назначен командиром 1-й истребительной школы (JFS 1) |
| гауптман Вильгельм Энсслен         | 27 августа — 2 ноября 1940 года         | погиб                                                |
| гауптман Эрих Войтке               | 3 ноября 1940 — 28 февраля 1942         | понижен в должности                                  |
| майор Иоханнес Штейнхоф            | 1 марта 1942 — 24 марта 1943 года       | назначен командиром JG77                             |
| гауптман Гельмут Кюле              | 25 марта — 31 августа 1943 года         |                                                      |
| гауптман Герхард Баркхорн          | 1 сентября 1943 — 15 января 1945 года   | назначен командиром JG6                              |
| гауптман Вильгельм Батц            | 1 февраля — 8 мая 1945 года             |                                                      |

### Gruppenkommandeure III./JG52 (командиры группы III./JG52)
| командующий                        | период                               | примечания                   |
| ---------------------------------- | ------------------------------------ | ---------------------------- |
| гауптман Вольф-Генрих фон Хоувальд | 1 марта — 24 июля 1940 года          | погиб                        |
| майор Александер фон Винтерфельдт  | 1 августа — 6 октября 1940 года      |                              |
| майор Готтхард Хандрик             | 7 октября 1940 — 22 июня 1941 года   | назначен командиром JG77     |
| майор Альберт Блуменсаат           | 23 июня — 30 сентября 1941 года      | переведен в учебную школу    |
| майор Хубертус фон Бонин           | 1 октября 1941 — 5 июля 1943 года    | назначен командиром JG54     |
| гауптман Гюнтер Ралль              | 6 июля 1943 — 18 апреля 1944 года    | назначен командиром II./JG11 |
| гауптман Вильгельм Батц            | 19 апреля 1944 — 31 января 1945 года | назначен командиром II./JG52 |
| гауптман Адольф Борхерс            | 1 февраля — 8 мая 1945 года          |                              |

## Кавалеры Рыцарского креста награждённые в JG 52
| дата             | звание           | имя                   | часть     |     | кол-во | примечания        |
| ---------------- | ---------------- | --------------------- | --------- | --- | ------ | ----------------- |
| 23 июля 1941     | обер-лейтенант   | Карл-Гейнц Леесманн   | I./JG52   | РК  | 22     |                   |
| 30 августа 1941  | обер-лейтенант   | Йоханнес Штейнхофф    | 4./JG52   | РК  | 35     |                   |
| 18 декабря 1941  | фельдфебель      | Герхард Кёппен        | 7./JG52   | РК  | 40     |                   |
| 24 января 1942   | лейтенант        | Герман Граф           | 9./JG52   | РК  | 42     |                   |
| 14 февраля 1942  | фельдфебель      | Леопольд Штейнбатц    | 9./JG52   | РК  | 42     |                   |
| 27 февраля 1942  | фельдфебель      | Герхард Кёппен        | 7./JG52   | ДРК | 72     |                   |
| 19 марта 1942    | фельдфебель      | Эдмунд Россманн       | 7./JG52   | РК  | 42     |                   |
| 19 марта 1942    | лейтенант        | Адольф Дикфельд       | 7./JG52   | РК  | 47     |                   |
| 5 апреля 1942    | унтер-офицер     | Фридрих Ваховяк       | 8./JG52   | РК  | 46     |                   |
| 17 мая 1942      | обер-лейтенант   | Герман Граф           | 9./JG52   | ДРК | 93     |                   |
| 19 мая 1942      | обер-лейтенант   | Герман Граф           | 9./JG52   | МРК | 106    |                   |
| 19 мая 1942      | лейтенант        | Адольф Дикфельд       | 7./JG52   | ДРК | 101    |                   |
| 2 июня 1942      | фельдфебель      | Леопольд Штейнбатц    | 9./JG52   | ДРК | 83     |                   |
| 23 июня 1942     | фельдфебель      | Леопольд Штейнбатц    | 9./JG52   | МРК | 99     | посмертно         |
| 23 июня 1942     | офер-фельдфебель | Йозеф Цвернеманн      | 7./JG52   | РК  | 57     |                   |
| 1 июля 1942      | унтер-офицер     | Карл Гратц            | 8./JG52   | РК  | 54     |                   |
| 1 июля 1942      | фельдфебель      | Альфред Гриславски    | 9./JG52   | РК  | 40     |                   |
| 1 июля 1942      | обер-лейтенант   | Зигфрид Зимш          | 5./JG52   | РК  | 45     |                   |
| 1 июля 1942      | фельдфебель      | Карл Штеффен          | 9./JG52   | РК  | 44     |                   |
| 23 августа 1942  | обер-фельдфебель | Гейнц-Вильгельм Анерт | 3./JG52   | РК  | 57     | посмертно         |
| 23 августа 1942  | обер-лейтенант   | Герхард Баркхорн      | 4./JG52   | РК  | 59     |                   |
| 23 августа 1942  | фельдфебель      | Ганс Даммерс          | 7./JG52   | РК  | 51     |                   |
| 23 августа 1942  | лейтенант        | Гейнц Шмидт           | 5./JG52   | РК  | 51     |                   |
| 2 сентября 1942  | гауптманн        | Йоханнес Штейнхофф    | II./JG52  | ДРК | 101    |                   |
| 3 сентября 1942  | обер-лейтенант   | Гюнтер Ралль          | 8./JG52   | РК  | 65     |                   |
| 4 сентября 1942  | лейтенант        | Вальдемар Земелька    | 4./JG52   | РК  | 65     | посмертно         |
| 4 сентября 1942  | фельдфебель      | Эрнст Шюсс            | 9./JG52   | РК  | 50     |                   |
| 6 сентября 1942  | гауптманн        | Рудольф Реш           | 6./JG52   | РК  | 50     |                   |
| 16 сентября 1942 | лейтенант        | Гейнц Шмидт           | 5./JG52   | ДРК | 102    |                   |
| 16 сентября 1942 | обер-лейтенант   | Герман Граф           | 9./JG52   | БРК | 172    |                   |
| 19 сентября 1942 | обер-фельдфебель | Бертольд Грассмук     | 1./JG52   | РК  | 56     |                   |
| 19 сентября 1942 | обер-фельдфебель | Карл Хамерл           | 1./JG52   | РК  | 50     |                   |
| 2 октября 1942   | гауптманн        | Гельмут Беннеманн     | I./JG52   | РК  | 50     |                   |
| 2 октября 1942   | обер-фельдфебель | Генрих Фюлльграбе     | 9./JG52   | РК  | 52     |                   |
| 26 октября 1942  | обер-лейтенант   | Гюнтер Ралль          | 8./JG52   | ДРК | 100    |                   |
| 29 октября 1942  | лейтенант        | Вальтер Крупински     | 6./JG52   | РК  | 53     |                   |
| 29 октября 1942  | лейтенант        | Рудольф Митиг         | 3./JG52   | РК  | 50     |                   |
| 31 октября 1942  | офер-фельдфебель | Йозеф Цвернеманн      | 7./JG52   | ДРК | 101    |                   |
| 21 декабря 1942  | майор            | Хубертус фон Бонин    | III./JG52 | РК  | 51     |                   |
| 5 января 1943    | обер-фельдфебель | Вильгельм Фройвёрт    | 2./JG52   | РК  | 56     |                   |
| 5 января 1943    | гауптманн        | Йоханнес Визе         | 2./JG52   | РК  | 51     |                   |
| 11 января 1943   | обер-лейтенант   | Герхард Баркхорн      | 4./JG52   | ДРК | 120    |                   |
| 11 марта 1943    | обер-фельдфебель | Вилли Немитц          | 6./JG52   | РК  | 54     | возможно 23 марта |
| 14 марта 1943    | обер-лейтенант   | Густав Денк           | 6./JG52   | РК  | 67     | посмертно         |
| 19 августа 1943  | обер-фельдфебель | Рудольф Тренкель      | 2./JG52   | РК  | 75     |                   |
| 29 августа 1943  | лейтенант        | Бертольд Кортс        | 9./JG52   | РК  | 113    |                   |
| 12 сентября 1943 | гауптманн        | Гюнтер Ралль          | III./JG52 | МРК | 200    |                   |
| 29 октября 1943  | лейтенант        | Эрих Хартманн         | 9./JG52   | РК  | 148    |                   |
| 25 ноября 1943   | оберст-лейтенант | Дитрих Храбак         | JG52      | ДРК | 118    |                   |
| 31 декабря 1943  | обер-фельдфебель | Вернер Кваст          | 4./JG52   | РК  | 84     |                   |
| 5 февраля 1944   | лейтенант        | Ганс Вальдманн        | 6./JG52   | РК  | 84     |                   |
| 29 февраля 1944  | лейтенант        | Виктор Петерманн      | 6./JG52   | РК  | 60     |                   |
| 2 марта 1944     | гауптманн        | Йоханнес Визе         | I./JG52   | ДРК | 125    |                   |
| 2 марта 1944     | гауптманн        | Вальтер Крупински     | 7./JG52   | ДРК | 177    |                   |
| 2 марта 1944     | лейтенант        | Эрих Хартманн         | 9./JG52   | ДРК | 200    |                   |
| 2 марта 1944     | гауптманн        | Герхард Баркхорн      | II./JG52  | МРК | 250    |                   |
| 23 марта 1944    | лейтенант        | Фридрих Облезер       | 8./JG52   | РК  | 80     |                   |
| 26 марта 1944    | обер-лейтенант   | Вильгельм Батц        | 5./JG52   | РК  | 75     |                   |
| 26 марта 1944    | лейтенант        | Отто Фённекольд       | 5./JG52   | РК  | 100+   |                   |
| 26 марта 1944    | лейтенант        | Генрих Штурм          | 4./JG52   | РК  | 82     |                   |
| 5 апреля 1944    | лейтенант        | Гельмут Липферт       | 6./JG52   | РК  | 90     |                   |
| 6 апреля 1944    | лейтенант        | Йоханнес Бунцек       | 7./JG52   | РК  | 75     | посмертно         |
| 6 апреля 1944    | обер-лейтенант   | Пауль-Генрих Дёне     | 2./JG52   | РК  | 74     |                   |
| 9 мая 1944       | лейтенант        | Питер Дюттманн        | 6./JG52   | РК  | 91     |                   |
| 14 мая 1944      | обер-фельдфебель | Герхард Хоффманн      | 4./JG52   | РК  | 125    |                   |
| 9 июня 1944      | обер-фельдфебель | Гейнц Заксенберг      | 6./JG52   | РК  | 101    |                   |
| 9 июня 1944      | обер-лейтенант   | Франц Войдих          | 3./JG52   | РК  | 80     |                   |
| 4 июля 1944      | обер-лейтенант   | Эрих Хартманн         | 9./JG52   | МРК | 239    |                   |
| 20 июля 1944     | гауптманн        | Вильгельм Батц        | III./JG52 | ДРК | 175    |                   |
| 27 июля 1944     | лейтенант        | Герберт Бахник        | 9./JG52   | РК  | 79     |                   |
| 27 июля 1944     | лейтенант        | Ганс-Йоахим Биркнер   | 9./JG52   | РК  | 98     |                   |
| 27 июля 1944     | лейтенант        | Вальтер Вольфрум      | 1./JG52   | РК  | 126    |                   |
| 25 августа 1944  | обер-лейтенант   | Эрих Хартманн         | 9./JG52   | БРК | 301    |                   |
| 10 октября 1944  | лейтенант        | Франц Шалль           | 3./JG52   | РК  | 117    |                   |
| 7 апреля 1945    | обер-лейтенант   | Антон Реш             | 3./JG52   | РК  | ок 90  |                   |
| 20 апреля 1945   | лейтенант        | Гейнц Эвальд          | 6./JG52   | РК  | 82     |                   |
| 20 апреля 1945   | гауптманн        | Вильгельм Батц        | II./JG52  | МРК | ок 235 |                   |
| 26 апреля 1945   | лейтенант        | Фридрих Хаас          | 5./JG52   | РК  | 74     | посмертно         |

Легенда:
- дата — дата награждения
- звание — звание награждаемого
- имя — имя награждаемого
- часть — подразделение, где служил
- кол-во — количество побед на момент награждения
- РК — рыцарский крест
- ДРК — рыцарский крест с дубовыми листьями
- МРК — рыцарский крест с дубовыми листьями и мечами
- БРК — рыцарский крест с дубовыми листьями, мечами и бриллиантами